# Colchicum turcicum
Colchicum turcicum är en tidlöseväxtart som beskrevs av Victor von Janka. Colchicum turcicum ingår i släktet tidlösor, och familjen tidlöseväxter. Inga underarter finns listade i Catalogue of Life.